# 住心碘泡虫
住心碘泡虫（学名：Myxobolus hearti）为碘泡科碘泡虫属的动物。在中国，分布于湖南等，营寄生生活，寄生在鲫的心。